# Julie Gore
Julie Gore (Cardiff, 5 augustus 1958) is een vrouwelijke dart-speelster uit Wales. Haar bijnaam is Ice Cube.
Gore leverde een prestatie, door in 2008 in het World Championship van de World Darts Federation in de kwartfinale te staan. Ze verloor deze uiteindelijk van Trina Gulliver. Later haalde ze de halve finale van de Women's Winmau World Masters, door in de kwartfinale te winnen van Irina Armstrong, voordat ze later in de halve finale verloor van de Russische Anastasia Dobromyslova.
In 2009 won Gore de Zuiderduin Darts Masters door in de finale Tricia Wright uit Engeland met 2-0 te verslaan. Gore was in het World Championship van 2009 als vierde geplaatst, maar door de overgang van Dobromyslova naar de Professional Darts Corporation was ze uiteindelijk als derde geplaatst. In 2010 won ze de Winmau World Masters door in de finale Francis Hoenselaar met 4-1 te verslaan. In 2012 won ze het Dutch Open door in de finale te winnen van Lorraine Farlam met 5-2. In 2012 won ze opnieuw de Winmau World Masters door in de finale Deta Hedman met 4-1 te verslaan.

## Resultaten op Wereldkampioenschappen

### BDO
- 2008: Kwartfinale (verloren van Trina Gulliver met 1-2)
- 2009: Kwartfinale (verloren van Rilanda Erades met 1-2)
- 2010: Kwartfinale (verloren van Rhian Edwards met 0-2)
- 2011: Kwartfinale (verloren van Rhian Edwards met 1-2)
- 2012: Kwartfinale (verloren van Anastasia Dobromyslova met 0-2)
- 2013: Kwartfinale (verloren van Trina Gulliver met 0-2)
- 2014: Kwartfinale (verloren van Ann-Louise Peters met 0-2)

### WDF
- 2007: Runner-up (verloren van Jan Robbins met 2-4)
- 2009: Runner-up (verloren van Stacy Bromberg met 3-7)
- 2011: Runner-up (verloren van Trina Gulliver met 6-7)
- 2013: Laatste 16 (verloren van Jeannette Stoop met 3-4)
- 2015: Halve finale (verloren van Lisa Ashton met 0-6)